# جيمس دنكن غراهام
جيمس دنكن غراهام (بالإنجليزية: James Duncan Graham )‏ (و. 1799 – 1865 م) هو مهندس مدني، وعالم فلك، وضابط من الولايات المتحدة الأمريكية .
توفي في بوسطن، عن عمر يناهز 66 عاماً.